# Khalkhgol, Dornod
Khalkhgol (tiếng Mông Cổ: Халхгол) là một sum của tỉnh Dornod tại miền đông Mông Cổ. Vào năm 2009, dân số của sum là 3.203 người.

## Địa lý
Sum có diện tích khoảng 28.093 km2. Trung tâm sum, Tamsagbulag, nằm cách tỉnh lị Choibalsan 250 km và cách thủ đô Ulaanbaatar 900 km.

### Khí hậu
Khalkhgol có khí hậu lục địa (phân loại khí hậu Köppen Dwb) với mùa hè ấm áp và mùa đông rất lạnh giá. Hầu hết lượng mưa rơi vào mùa hè, với một lượng tuyết rơi vào mùa thu và mùa xuân. Mùa đông khá khô, thỉnh thoảng có tuyết rơi nhẹ.
| Dữ liệu khí hậu của Khalkhgol            | Dữ liệu khí hậu của Khalkhgol | Dữ liệu khí hậu của Khalkhgol | Dữ liệu khí hậu của Khalkhgol | Dữ liệu khí hậu của Khalkhgol | Dữ liệu khí hậu của Khalkhgol | Dữ liệu khí hậu của Khalkhgol | Dữ liệu khí hậu của Khalkhgol | Dữ liệu khí hậu của Khalkhgol | Dữ liệu khí hậu của Khalkhgol | Dữ liệu khí hậu của Khalkhgol | Dữ liệu khí hậu của Khalkhgol | Dữ liệu khí hậu của Khalkhgol | Dữ liệu khí hậu của Khalkhgol |
| Tháng                                    | 1                             | 2                             | 3                             | 4                             | 5                             | 6                             | 7                             | 8                             | 9                             | 10                            | 11                            | 12                            | Năm                           |
| ---------------------------------------- | ----------------------------- | ----------------------------- | ----------------------------- | ----------------------------- | ----------------------------- | ----------------------------- | ----------------------------- | ----------------------------- | ----------------------------- | ----------------------------- | ----------------------------- | ----------------------------- | ----------------------------- |
| Cao kỉ lục °C (°F)                       | −0.6 (30.9)                   | 3.8 (38.8)                    | 20.0 (68.0)                   | 28.7 (83.7)                   | 34.1 (93.4)                   | 39.1 (102.4)                  | 39.9 (103.8)                  | 38.1 (100.6)                  | 33.0 (91.4)                   | 32.1 (89.8)                   | 14.6 (58.3)                   | 3.0 (37.4)                    | 39.9 (103.8)                  |
| Trung bình ngày tối đa °C (°F)           | −16.9 (1.6)                   | −13.4 (7.9)                   | −3.5 (25.7)                   | 10.1 (50.2)                   | 18.9 (66.0)                   | 25.1 (77.2)                   | 26.9 (80.4)                   | 24.6 (76.3)                   | 18.3 (64.9)                   | 9.2 (48.6)                    | −3.8 (25.2)                   | −14.1 (6.6)                   | 6.8 (44.2)                    |
| Trung bình ngày °C (°F)                  | −23.8 (−10.8)                 | −21.3 (−6.3)                  | −10.8 (12.6)                  | 2.3 (36.1)                    | 10.8 (51.4)                   | 17.5 (63.5)                   | 20.0 (68.0)                   | 17.7 (63.9)                   | 10.3 (50.5)                   | 1.1 (34.0)                    | −11.3 (11.7)                  | −20.2 (−4.4)                  | −0.6 (30.9)                   |
| Tối thiểu trung bình ngày °C (°F)        | −30.0 (−22.0)                 | −28.6 (−19.5)                 | −18.7 (−1.7)                  | −4.9 (23.2)                   | 3.0 (37.4)                    | 9.8 (49.6)                    | 13.8 (56.8)                   | 11.5 (52.7)                   | 3.8 (38.8)                    | −5.2 (22.6)                   | −17.1 (1.2)                   | −26.3 (−15.3)                 | −7.4 (18.7)                   |
| Thấp kỉ lục °C (°F)                      | −46.7 (−52.1)                 | −46.0 (−50.8)                 | −40.5 (−40.9)                 | −24.1 (−11.4)                 | −10.3 (13.5)                  | −3.9 (25.0)                   | 2.0 (35.6)                    | 0.9 (33.6)                    | −11.9 (10.6)                  | −24.9 (−12.8)                 | −38.5 (−37.3)                 | −45.9 (−50.6)                 | −46.7 (−52.1)                 |
| Lượng Giáng thủy trung bình mm (inches)  | 2.4 (0.09)                    | 2.6 (0.10)                    | 3.8 (0.15)                    | 10.5 (0.41)                   | 15.0 (0.59)                   | 40.2 (1.58)                   | 95.3 (3.75)                   | 61.1 (2.41)                   | 31.0 (1.22)                   | 11.0 (0.43)                   | 5.0 (0.20)                    | 3.2 (0.13)                    | 281.1 (11.06)                 |
| Số ngày giáng thủy trung bình (≥ 1.0 mm) | 0.8                           | 0.8                           | 1.2                           | 1.9                           | 3.5                           | 8.5                           | 14.4                          | 10.9                          | 6.8                           | 2.8                           | 1.3                           | 0.8                           | 53.7                          |
| Số giờ nắng trung bình tháng             | 191.5                         | 208.8                         | 261.7                         | 260.4                         | 292.2                         | 294.4                         | 287.1                         | 286.4                         | 245.7                         | 335.0                         | 185.1                         | 162.7                         | 3.011                         |
| Nguồn: NOAA (1961-1990)                  |                               |                               |                               |                               |                               |                               |                               |                               |                               |                               |                               |                               |                               |